# Transcriptoma
El transcriptoma és el conjunt de totes les molècules d'ARN, incloent l'ARN missatger, l'ARN ribosòmic, l'ARN de transferència i altres ARN no codificants que es produeix en una cèl·lula o en una població de cèl·lules en un moment determinat.
Aquest terme es pot aplicar al conjunt total de transcrits en un determinat organisme o al subconjunt específic de transcripcions presents en un tipus de cèl·lula particular. Al contrari que el genoma, el qual està a grans trets fixat per una línia de cèl·lules donada (excloent les mutacions), el transcriptoma pot variar d'acord amb les condicions ambientals externes. El transcriptoma, així, apareix com un component dinàmic, en contraposició amb el genoma, molt més estàtic. Com que inclou totes les transcripcions de l'ARN missatger dins la cèl·lula, el transcriptoma reflecteix els gens que estan sent activament expressats (expressió gènica) a qualsevol moment donat, amb l'excepció del fenòmens de degradació d'ARN com l'atenuació transcripcional.

## Aplicacions
Els transcriptomes de les cèl·lules mares i les cèl·lules amb càncer són d'interès particular en la recerca científica per tal d'entendre els processos de diferenciació cel·lular i carcinogènesi.
L'anàlisi dels transcriptomes dels oòcits humans i dels embrions es fan servir per entendre els mecanismes moleculars i vies de senyalament que controlen el desenvolupament primerenc de l'embrió i pot ser teòricament una eina per fer la selecció d'embrions en la fertilització in vitro.

## Relació amb el proteoma
Segons el dogma central de la biologia molecular, el transcriptoma es pot veure com un a precursor del proteoma, és a dir, del conjunt sencer de les proteïnes expressades pel genoma.